# Strade provinciali della provincia di Lecce
Elenco delle strade provinciali presenti sul territorio della provincia di Lecce:

## SP 1 - SP 100
| Numero | Percorso | Km     |
| ------ | --- | ------ |
|        | Lecce - Merine - Strudà - Vernole                                                                               | 09+870 |
|        | SP 1 - Merine                                                                                                   | 00+200 |
|        | SP 1 - Strudà                                                                                                   | 01+110 |
|        | Vernole - Melendugno                                                                                            | 04+090 |
|        | Melendugno - Borgagne - Carpignano Salentino                                                                    | 09+800 |
|        | Lecce - Villa Convento - Novoli - Campi Salentina - Squinzano                                                   | 12+020 |
|        | SP 4 - Salice Salentino                                                                                         | 07+090 |
|        | Squinzano - Confine provinciale presso Torchiarolo (prosegue come SP 84 della Provincia di Brindisi)            | 03+480 |
|        | Lecce - Monteroni - Copertino                                                                                   | 09+400 |
|        | Lecce - Arnesano                                                                                                | 02+070 |
|        | Villa Convento - Arnesano - Monteroni                                                                           | 04+370 |
|        | Cavallino - San Cesario di Lecce - Lequile                                                                      | 04+260 |
|        | Monteroni - San Pietro in Lama - Lequile                                                                        | 03+990 |
|        | Magliano - Arnesano                                                                                             | 01+690 |
|        | Carmiano - Novoli                                                                                               | 02+690 |
|        | Veglie - Carmiano                                                                                               | 04+520 |
|        | Trepuzzi - Novoli - Veglie                                                                                      | 10+860 |
|        | Lecce - San Pietro in Lama - Copertino                                                                          | 09+820 |
|        | Guagnano - Salice Salentino - Veglie - Leverano - Copertino - Nardò - Strada Statale 101 Salentina di Gallipoli | 23+380 |
|        | Galatina - Collemeto - Copertino                                                                                | 12+450 |
|        | Nardò - Strada Statale 101 Salentina di Gallipoli                                                               | 04+460 |
|        | Copertino - Strada Statale 101 Salentina di Gallipoli                                                           | 05+420 |
|        | Leverano - Porto Cesareo                                                                                        | 08+390 |
|        | Lecce - Cavallino                                                                                               | 01+800 |
|        | Lizzanello - Castri di Lecce - Calimera - SP 28                                                                 | 06+050 |
|        | Calimera - Martano                                                                                              | 04+800 |
|        | Cavallino - Caprarica di Lecce                                                                                  | 04+680 |
|        | Caprarica di Lecce - Martano                                                                                    | 06+110 |
|        | Calimera - Melendugno                                                                                           | 03+910 |
|        | Sternatia - SP 28                                                                                               | 05+810 |
|        | Soleto - Sternatia                                                                                              | 03+700 |
|        | Sternatia - Strada Statale 16 Adriatica                                                                         | 02+700 |
|        | Galatina - Corigliano d'Otranto                                                                                 | 06+110 |
|        | Corigliano d'Otranto - Strada Statale 16 Adriatica                                                              | 00+890 |
|        | Corigliano d'Otranto - Castrignano de' Greci                                                                    | 02+380 |
|        | Martano - Castrignano de' Greci - Melpignano - Cursi                                                            | 06+630 |
|        | Maglie - Cursi - Melpignano                                                                                     | 04+690 |
|        | Cursi - Bagnolo del Salento                                                                                     | 03+310 |
|        | Bagnolo del Salento - Cannole - Serrano                                                                         | 08+600 |
|        | Cutrofiano - Collepasso                                                                                         | 06+440 |
|        | Galatina - Noha - Collepasso                                                                                    | 12+260 |
|        | SP 41 - Aradeo                                                                                                  | 04+260 |
|        | Seclì - Neviano - Collepasso                                                                                    | 08+820 |
|        | Collepasso - Tuglie - Alezio                                                                                    | 06+650 |
|        | Surbo - Stazione di Surbo                                                                                       | 01+370 |
|        | Lecce - Surbo                                                                                                   | 02+170 |
|        | Galugnano - San Donato di Lecce - SP 362                                                                        | 05+460 |
|        | Galatone - Galatina - Soleto - Strada Statale 16 Adriatica                                                      | 12+820 |
|        | Otranto - Martano - Strada Statale 16 Adriatica                                                                 | 20+450 |
|        | Cutrofiano - SP 362                                                                                             | 06+470 |
|        | SP 49 - SP 33                                                                                                   | 01+030 |
|        | Aradeo - Sannicola                                                                                              | 06+360 |
|        | Parabita - Tuglie - Sannicola                                                                                   | 04+880 |
|        | Sannicola - Strada Statale 101 Salentina di Gallipoli                                                           | 05+050 |
|        | Alezio - Sannicola - Strada Statale 101 Salentina di Gallipoli                                                  | 05+290 |
|        | Taviano - Alezio                                                                                                | 08+150 |
|        | Matino - Taviano                                                                                                | 05+140 |
|        | Poggiardo - Minervino di Lecce - Uggiano la Chiesa                                                              | 08+260 |
|        | San Simone - SP 53                                                                                              | 01+760 |
|        | Uggiano la Chiesa - Giurdignano - Strada Statale 16 Adriatica                                                   | 05+780 |
|        | Palmariggi - Minervino di Lecce                                                                                 | 05+760 |
|        | Minervino di Lecce - Cocumola - Vaste                                                                           | 07+290 |
|        | Cocumola - Cerfignano - Santa Cesarea Terme                                                                     | 03+920 |
|        | Sanarica - Giuggianello - Minervino di Lecce                                                                    | 06+530 |
|        | Sanarica - Botrugno                                                                                             | 03+590 |
|        | Scorrano - Muro Leccese                                                                                         | 03+190 |
|        | Ugento - SP 91                                                                                                  | 03+230 |
|        | Taurisano - Ugento                                                                                              | 03+370 |
|        | Felline - Alliste - Racale                                                                                      | 02+890 |
|        | Casarano - Taviano                                                                                              | 06+290 |
|        | SP 68 - Melissano                                                                                               | 02+430 |
|        | Casarano - SP 361                                                                                               | 06+170 |
|        | Zollino - Stazione di Zollino                                                                                   | 01+170 |
|        | Casarano - Ruffano                                                                                              | 04+950 |
|        | Casarano - Ugento                                                                                               | 07+440 |
|        | Salve - Montesardo                                                                                              | 04+430 |
|        | Castrignano del Capo - Leuca                                                                                    | 04+100 |
|        | SP 74 - Strada Statale 275 di Santa Maria di Leuca                                                              | 02+540 |
|        | Tricase - Specchia - SP 374                                                                                     | 06+580 |
|        | Presicce - Specchia                                                                                             | 06+540 |
|        | Specchia - Miggiano                                                                                             | 02+710 |
|        | Tricase - SP 368                                                                                                | 02+040 |
|        | Variante della SP 78 nei pressi di Tricase                                                                      | 00+380 |
|        | Alessano - Presicce                                                                                             | 06+190 |
|        | Alessano - Corsano                                                                                              | 02+600 |
|        | Vaste - Tricase - Corsano - Gagliano del Capo                                                                   | 20+240 |
|        | Nociglia - Surano - Spongano - Diso                                                                             | 07+500 |
|        | Diso - Vignacastrisi                                                                                            | 01+900 |
|        | Ortelle - Vignacastrisi - Castro                                                                                | 06+020 |
|        | Andrano - Castiglione d'Otranto - Montesano Salentino                                                           | 05+490 |
|        | Supersano - Nociglia                                                                                            | 07+770 |
|        | Porto Badisco - Otranto                                                                                         | 10+720 |
|        | Torre Suda - Torre San Giovanni                                                                                 | 02+410 |
|        | Galatone - Santa Maria al Bagno                                                                                 | 06+040 |
|        | Torre San Giovanni - Torre Vado                                                                                 | 12+700 |
|        | Trepuzzi - Surbo                                                                                                | 02+340 |
|        | Surbo - Torre Rinalda                                                                                           | 08+900 |
|        | Surbo - SP 131                                                                                                  | 01+840 |
|        | Squinzano - Confine provinciale presso Cellino San Marco (prosegue come SP 77 della Provincia di Brindisi)      | 04+510 |
|        | Squinzano - Casalabate                                                                                          | 07+670 |
|        | Squinzano - Confine provinciale presso San Pietro Vernotico (prosegue nel territorio di San Pietro Vernotico)   | 04+460 |
|        | Squinzano - SP 102                                                                                              | 06+050 |
|        | Squinzano - Casalabate                                                                                          | 09+080 |

## SP 101 - SP 200
| Numero | Percorso | Km     |
| ------ | --- | ------ |
|        | Campi Salentina - Confine provinciale presso Cellino San Marco (prosegue come SP 101 della Provincia di Brindisi)     | 06+850 |
|        | Campi Salentina - Confine Provinciale presso San Donaci (prosegue come SP 76 della Provincia di Brindisi)             | 07+590 |
|        | Campi Salentina - SP 120                                                                                              | 03+410 |
|        | Guagnano - Confine provinciale presso Cellino San Marco (prosegue come SP 77 della Provincia di Brindisi)             | 06+330 |
|        | Guagnano - Villa Baldassarri                                                                                          | 01+640 |
|        | Salice Salentino - Guagnano                                                                                           | 01+700 |
|        | Salice Salentino - Confine provinciale presso Avetrana (prosegue come SP 144 della Provincia di Taranto)              | 14+500 |
|        | litoranea Santa Maria al Bagno - Gallipoli                                                                            | 08+790 |
|        | Torre Lapillo - Confine provinciale presso San Pancrazio Salentino (prosegue come SP 109 della Provincia di Brindisi) | 12+960 |
|        | Veglie - SP 109 | 07+790 |
|        | Veglie - SP 109 | 09+130 |
|        | Porto Cesareo - Santa Maria al Bagno                                                                                  | 12+640 |
|        | Porto Cesareo - SP 110                                                                                                | 08+410 |
|        | Copertino - Torre Sant'Isidoro                                                                                        | 11+360 |
|        | Nardò - Leverano | 11+100 |
|        | SP 359 - Confine provinciale presso Torre Colimena (prosegue come SP 141 della Provincia di Taranto)                  | 11+100 |
|        | Carmiano - Leverano                                                                                                   | 05+620 |
|        | Monteroni - Leverano                                                                                                  | 09+570 |
|        | Salice Salentino - Carmiano                                                                                           | 06+240 |
|        | Carmiano - SP 4 | 02+340 |
|        | Monteroni - SP 7 | 00+480 |
|        | Monteroni - Magliano                                                                                                  | 02+130 |
|        | Carmiano - Copertino                                                                                                  | 06+310 |
|        | Galugnano - SP 20 | 05+570 |
|        | Galugnano - Stazione di Galugnano                                                                                     | 00+470 |
|        | Circonvallazione di San Pietro in Lama                                                                                | 01+750 |
|        | Lecce - Torre Chianca                                                                                                 | 07+550 |
|        | Lecce - Frigole | 05+860 |
|        | litoranea San Cataldo a Casalabate                                                                                    | 12+200 |
|        | SP 133 - SP 364 | 01+500 |
|        | Lizzanello - Merine                                                                                                   | 01+930 |
|        | Sternatia - SP 362 | 06+840 |
|        | Soleto - Sogliano Cavour                                                                                              | 04+810 |
|        | Sogliano Cavour - SP 363                                                                                              | 02+650 |
|        | Galugnano - Vernole                                                                                                   | 08+910 |
|        | Calimera - Vernole | 03+520 |
|        | Pisignano - Strudà - Vanze - Acquarica di Lecce - Vernole                                                             | 10+280 |
|        | Vanze - SP 366 | 01+810 |
|        | Caprarica di Lecce - SP 25                                                                                            | 01+550 |
|        | Melendugno - San Foca                                                                                                 | 06+060 |
|        | Melendugno - SP 147                                                                                                   | 04+890 |
|        | Martano - Borgagne | 07+190 |
|        | Borgagne - Torre Sant'Andrea                                                                                          | 06+620 |
|        | Cannole - Stazione di Cannole                                                                                         | 01+640 |
|        | Cannole - SP 48 | 01+820 |
|        | Laghi Alimini - SP 48                                                                                                 | 08+020 |
|        | Carpignano Salentino - SP 48                                                                                          | 00+760 |
|        | Castrignano de' Greci - SP 48                                                                                         | 03+930 |
|        | Palmariggi - Bagnolo del Salento                                                                                      | 03+870 |
|        | Minervino di Lecce - Giurdignano                                                                                      | 03+160 |
|        | Specchia Gallone - SP 62                                                                                              | 00+510 |
|        | Muro Leccese - Strada Statale 16 Adriatica                                                                            | 02+490 |
|        | Circonvallazione di Poggiardo                                                                                         | 00+500 |
|        | Poggiardo - Nociglia                                                                                                  | 04+860 |
|        | Poggiardo - San Cassiano - Botrugno - Strada Statale 275 di Santa Maria di Leuca                                      | 05+430 |
|        | San Cassiano - Strada Statale 275 di Santa Maria di Leuca                                                             | 02+210 |
|        | Ortelle - SP 363 | 00+950 |
|        | Spongano - Ortelle | 02+280 |
|        | Spongano - SP 172 | 02+240 |
|        | Spongano - Castiglione d'Otranto                                                                                      | 04+250 |
|        | Spongano - Stazione di Spongano                                                                                       | 00+700 |
|        | Castiglione d'Otranto - Depressa                                                                                      | 02+950 |
|        | Andrano - Marina di Andrano                                                                                           | 03+680 |
|        | Marittima - SP 83 | 03+140 |
|        | Castro (Puglia) - Castro Marina                                                                                       | 01+030 |
|        | Surano - SP 159 | 01+540 |
|        | Surano - Torrepaduli - Ruffano                                                                                        | 08+710 |
|        | Scorrano - Supersano                                                                                                  | 09+280 |
|        | Casarano - Supersano                                                                                                  | 06+390 |
|        | Ruffano - Taurisano                                                                                                   | 01+550 |
|        | Marittima - Marina di Marittima                                                                                       | 02+420 |
|        | Montesano - Tricase                                                                                                   | 04+040 |
|        | Montesano - Torrepaduli                                                                                               | 05+920 |
|        | Miggiano - Strada Statale 275 di Santa Maria di Leuca                                                                 | 01+570 |
|        | Specchia - Stazione di Miggiano-Specchia-Montesano                                                                    | 02+810 |
|        | Tricase - Marina Serra                                                                                                | 03+420 |
|        | Tricase - Strada Statale 275 di Santa Maria di Leuca                                                                  | 02+010 |
|        | Tiggiano - SP 358 | 02+360 |
|        | Corsano - Novaglie | 03+300 |
|        | Corsano - Stazione di Alessano-Corsano                                                                                | 01+700 |
|        | San Dana - Strada Statale 275 di Santa Maria di Leuca                                                                 | 00+350 |
|        | Montesardo - Morciano                                                                                                 | 07+900 |
|        | Castrignano del Capo - Leuca                                                                                          | 05+590 |
|        | Ruggiano - Barbarano del Capo - Giuliano di Lecce - Patù - San Gregorio                                               | 08+110 |
|        | Presicce - Lido Marini                                                                                                | 08+890 |
|        | Sannicola - SP 108 | 03+710 |
|        | Gagliano del Capo - SP 358                                                                                            | 02+790 |
|        | Neviano - Tuglie | 04+300 |
|        | Tuglie - SP 196 | 01+050 |
|        | Cutrofiano - SP 361                                                                                                   | 05+690 |

## SP 201 - SP 300
| Numero | Percorso | Km     |
| ------ | --- | ------ |
|        | SP 239 - Strada Statale 274 Salentina Meridionale                                                                 | 01+490 |
|        | Racale - Torre Suda                                                                                               | 03+390 |
|        | Melissano - Felline                                                                                               | 04+510 |
|        | Alliste - SP 202                                                                                                  | 01+530 |
|        | Gemini - SP 350                                                                                                   | 00+670 |
|        | Melissano - Ugento                                                                                                | 04+920 |
|        | Vignacastrisi - Castro                                                                                            | 01+780 |
|        | Castrignano del Capo - SP 351                                                                                     | 01+000 |
|        | Alessano - Marina di Novaglie                                                                                     | 06+200 |
|        | Alliste - Posto Rosso                                                                                             | 04+570 |
|        | Cursi - Carpignano Salentino                                                                                      | 04+900 |
|        | Giuggianello - Poggiardo                                                                                          | 02+750 |
|        | Marina di Pescoluse - Leuca                                                                                       | 12+750 |
|        | litoranea Torre del Pizzo - Torre Suda                                                                            | 03+440 |
|        | SP 107 - Confine Provinciale presso San Pancrazio Salentino (prosegue nel territorio della Provincia di Brindisi) | 03+700 |
|        | SP 359 - SP 340                                                                                                   | 01+800 |
|        | SP 359 - SP 17 | 06+600 |
|        | SP 109 - Confine provinciale presso Avetrana (prosegue come SP 145 della Provincia di Taranto)                    | 03+840 |
|        | SP 21 - SP 113 | 04+720 |
|        | SP 239 - Strada Statale 274 Salentina Meridionale                                                                 | 05+960 |
|        | Taviano - SP 215                                                                                                  | 03+280 |
|        | Matino - Strada Statale 274 Salentina Meridionale                                                                 | 06+790 |
|        | Carmiano - SP 8                                                                                                   | 02+690 |
|        | SP 224 - Magliano                                                                                                 | 00+730 |
|        | Lecce - SP 4 | 03+370 |
|        | Scorrano - SP 361                                                                                                 | 03+570 |
|        | Corigliano d'Otranto - Soleto                                                                                     | 04+650 |
|        | Corigliano d'Otranto - Melpignano                                                                                 | 02+990 |
|        | Lizzanello - Pisignano - Vernole                                                                                  | 06+090 |
|        | Trepuzzi - Campi Salentina                                                                                        | 01+530 |
|        | Galatone - Sannicola                                                                                              | 03+980 |
|        | Taviano - SP 221                                                                                                  | 06+320 |
|        | Cocumola - Ortelle                                                                                                | 03+460 |
|        | Cerfignano - Vitigliano                                                                                           | 03+510 |
|        | Palmariggi - Giuggianello                                                                                         | 04+480 |
|        | Surbo - SP 100 | 10+470 |
|        | San Cassiano - Surano                                                                                             | 02+730 |
|        | Noha - Sogliano Cavour - Corigliano d'Otranto                                                                     | 08+600 |
|        | Litoranea Baia Verde - Torre del Pizzo                                                                            | 02+440 |
|        | Supersano - SP 179                                                                                                | 05+450 |
|        | Lecce - Lizzanello                                                                                                | 03+190 |
|        | Alessano - Specchia                                                                                               | 06+690 |
|        | SP 226 - SP 362                                                                                                   | 06+470 |
|        | Soleto - San Donato di Lecce                                                                                      | 10+500 |
|        | Acquarica di Lecce - SP 366                                                                                       | 05+670 |
|        | Trepuzzi - SP 236                                                                                                 | 03+970 |
|        | Posto Rosso - SP 204                                                                                              | 03+380 |
|        | Montesardo - SP 210                                                                                               | 00+770 |
|        | Corsano - SP 210                                                                                                  | 02+420 |
|        | Montesano Salentino - Depressa                                                                                    | 03+520 |
|        | Andrano - Spongano                                                                                                | 03+180 |
|        | Miggiano - SP 179                                                                                                 | 02+940 |
|        | SP 16 - SP 6 | 02+150 |
|        | Poggiardo - Spongano                                                                                              | 03+760 |
|        | Salice Salentino - SP 111                                                                                         | 05+680 |
|        | Squinzano - SP 236                                                                                                | 04+470 |
|        | Castri di Lecce - Pisignano                                                                                       | 04+080 |
|        | Vitigliano - SP 358                                                                                               | 02+020 |
|        | Vignacastrisi - SP 358                                                                                            | 03+290 |
|        | Santa Caterina - SP 127                                                                                           | 00+800 |
|        | Nardò - SP 112 | 03+810 |
|        | SP 72 - SP 223 | 08+440 |
|        | Melissano - SP 72                                                                                                 | 04+380 |
|        | SP 86 - SP 172 | 01+710 |
|        | Capilungo - SP 211                                                                                                | 03+380 |
|        | Felline - Posto Rosso                                                                                             | 04+840 |
|        | Lecce - SP 225 - SP 4                                                                                             | 03+030 |
|        | Cavallino - ex Strada Statale 16 Adriatica                                                                        | 00+680 |
|        | Cavallino - SP 136                                                                                                | 01+470 |
|        | Neviano - SP 41                                                                                                   | 04+120 |
|        | SP 101 - SP 104                                                                                                   | 02+750 |
|        | Salve - Posto Vecchio                                                                                             | 03+850 |
|        | Cursi - SP 39 | 01+910 |
|        | Calimera - SP 146                                                                                                 | 04+490 |
|        | Carpignano Salentino - SP 147                                                                                     | 03+050 |
|        | Giurdignano - Strada Statale 16 Adriatica                                                                         | 04+250 |
|        | SP 363 - SP 40 | 04+460 |
|        | Aradeo - SP 41 | 04+030 |
|        | Aradeo - SP 47 | 03+330 |
|        | SP 280 - Galatone                                                                                                 | 03+410 |
|        | Seclì - Sannicola                                                                                                 | 03+390 |
|        | Gallipoli - Alezio                                                                                                | 05+800 |
|        | SP 282 - SP 361                                                                                                   | 00+850 |
|        | Acaya - Aeroporto di Lecce-San Cataldo                                                                            | 03+900 |
|        | SP 283 - SP 298                                                                                                   | 00+330 |
|        | Strudà - Acquarica di Lecce                                                                                       | 03+280 |
|        | Caprarica di Lecce - Strada Statale 16 Adriatica                                                                  | 04+320 |
|        | Santa Caterina - Sant'Isidoro - Porto Cesareo                                                                     | 12+800 |
|        | SP 223 - SP 54 | 04+670 |
|        | Melissano - SP 262                                                                                                | 01+360 |
|        | Taviano - SP 221                                                                                                  | 04+910 |
|        | Felline - SP 65                                                                                                   | 05+060 |
|        | SP 290 - Ugento                                                                                                   | 02+550 |
|        | Gemini - SP 91 | 05+370 |
|        | SP 193 - SP 339                                                                                                   | 05+000 |
|        | Santa Barbara - SP 135                                                                                            | 02+610 |
|        | Lecce - San Ligorio - Frigole                                                                                     | 03+180 |
|        | Trepuzzi - SP 100                                                                                                 | 02+570 |
|        | Melendugno - Torre dell'Orso                                                                                      | 08+690 |
|        | Lecce - Aeroporto di Lecce-San Cataldo - SP 366                                                                   | 09+450 |
|        | Uggiano la Chiesa - Cerfignano                                                                                    | 04+710 |
|        | Casamassella - SP 358                                                                                             | 02+310 |

## SP 301 - SP 400
| Numero | Percorso | Km     |
| ------ | --- | ------ |
|        | SP 172 - Strada Statale 275 di Santa Maria di Leuca                                                                                                 | 05+290 |
|        | Melpignano - Maglie | 01+120 |
|        | Lecce - Frigole | 06+860 |
|        | Giuliano di Lecce - San Dana | 02+000 |
|        | Tricase Porto - SP 78 | 01+420 |
|        | Copertino - Santa Barbara | 03+710 |
|        | Botrugno - SP 86 | 04+590 |
|        | SP 308 - San Cassiano | 00+870 |
|        | Salice Salentino - Campi Salentina | 03+550 |
|        | Marittima - SP 358 | 01+440 |
|        | Salice Salentino - Strada Statale 7 ter Salentina                                                                                                   | 08+900 |
|        | Tricase - Andrano | 07+050 |
|        | Circonvallazione di Aradeo | 01+980 |
|        | Circonvallazione di Calimera | 03+960 |
|        | Santa Cesarea Terme - SP 363 | 01+310 |
|        | SP 319 - SP 61 | 02+050 |
|        | Galatina - SP 138 | 02+150 |
|        | Casarano - Taviano | 04+830 |
|        | Collepasso - Matino | 05+230 |
|        | SP 322 - Casarano | 02+870 |
|        | SP 54 - Strada Statale 274 Salentina Meridionale | 03+580 |
|        | Variante alla Strada Statale 274 Salentina Meridionale                                                                                              | 08+480 |
|        | Ugento - SP 193 | 07+900 |
|        | Morciano di Leuca - SP 214 | 04+550 |
|        | SP 326 - SP 192 | 01+590 |
|        | Guagnano - San Donaci | 03+440 |
|        | Galatina - SP 362 | 10+920 |
|        | SP 18 - Strada Statale 101 Salentina di Gallipoli                                                                                                   | 06+170 |
|        | Marina di Mancaversa - Taviano | 05+080 |
|        | Acquarica del Capo - Ruffano | 07+050 |
|        | Acquarica del Capo - Torre Mozza | 09+740 |
|        | Torre Pali - SP 193 | 02+700 |
|        | Casarano - SP 361 | 05+000 |
|        | Circonvallazione di Tricase | 06+600 |
|        | SP 86 - SP 301 | 02+500 |
|        | Merine - Acaya | 05+120 |
|        | Serrano - SP 342 | 07+010 |
|        | Salve - Marina di Pescoluse | 04+580 |
|        | Litoranea Porto Cesareo - Confine provinciale presso Torre Colimena (Prosegue come SP 122 della Provincia di Taranto)                               | 12+630 |
|        | SP 48 - SP 151 | 04+110 |
|        | SP 341 - SP 366 | 01+690 |
|        | SP 151 - SP 366 | 04+310 |
|        | Strudà - Vanze | 02+800 |
|        | Cannole - Palmariggi | 02+490 |
|        | Diso - Andrano | 02+020 |
|        | Tricase - Tricase Porto | 02+800 |
|        | Zollino - SP 48 | 01+000 |
|        | SP 8 - SP 225 | 00+890 |
|        | San Donato di Lecce - Strada statale 16 Adriatica                                                                                                   | 01+720 |
|        | Taviano - Ugento (ex Strada statale 274 Salentina Meridionale)                                                                                      | 07+840 |
|        | Salve - Gagliano del Capo (ex Strada statale 274 Salentina Meridionale)                                                                             | 09+260 |
|        | Circonvallazione di Noha | 03+690 |
|        | Veglie - SP 220 | 03+210 |
|        | Castiglione d'Otranto - Strada statale 275 di Santa Maria di Leuca                                                                                  | 04+920 |
|        | Minervino di Lecce - Porto Badisco | 04+910 |
|        | Strada statale 7 ter Salentina - Confine provinciale presso San Pietro Vernotico (prosegue come SP 99 della Provincia di Brindisi)                  | 06+87  |
|        | Litoranea Otranto - Leuca (ex Strada statale 173 delle Terme Salentine)                                                                             | 48+440 |
|        | Litoranea Galatone - Confine provinciale presso Avetrana (prosegue come SP ex SS 174 della Provincia di Taranto)                                    | 27+350 |
|        | Parabita - Matino - Casarano - Taurisano - Acquarica del Capo (ex Strada statale 475 di Casarano)                                                   | 10+040 |
|        | Strada statale 16 Adriatica - Strada statale 101 Salentina di Gallipoli (ex Strada statale 459 di Parabita)                                         | 30+310 |
|        | Lecce - San Cesario di Lecce - Galatina (ex Strada statale 476 di Galatina)                                                                         | 43+760 |
|        | Galatone - Seclì - Aradeo - Cutrofiano - Maglie - Poggiardo - Vitigliano - Santa Cesarea Terme (ex Strada statale 497 di Maglie e di Santa Cesarea) | 40+070 |
|        | Lecce - San Cataldo (ex Strada statale 543 del Lido di Lecce)                                                                                       | 07+730 |
|        | Strada statale 7 ter Salentina - Confine provinciale presso San Donaci (prosegue come SP 101 della Provincia di Brindisi)                           | 04+780 |
|        | Litoranea San Cataldo - Otranto (ex Strada statale 611 di Otranto)                                                                                  | 36+690 |
|        | Strada statale 16 Adriatica - Strada statale 101 Salentina di Gallipoli (ex Strada statale 664 Mediana del Salento)                                 | 19+220 |
|        | Circonvallazione sud di Martignano | 03+520 |
|        | Otranto - SP 87 | 01+660 |
|        | Circonvallazione di Veglie | 03+830 |
|        | Circonvallazione di Caprarica di Lecce | 03+280 |
|        | Miggiano - Taurisano (ex Strada statale 474 di Taurisano)                                                                                           | 08+350 |
|        | Lizzanello - Strada statale 16 Adriatica | 02+150 |
|        | Circonvallazione nord di Martignano | 01+470 |